# Kalidium
Kalidium es un género de plantas fanerógamas  pertenecientes a la familia Amaranthaceae. Comprende 10 especies descritas y de estas, solo 6 aceptadas.

## Taxonomía
El género fue descrito por Alfred Moquin-Tandon y publicado en Prodromus Systematis Naturalis Regni Vegetabilis 13(2): 46, 146. 1849. La especie tipo es: Kalidium foliatum (Pall.) Moq.	

## Especies aceptadas
A continuación se brinda un listado de las especies del género Kalidium aceptadas hasta octubre de 2012, ordenadas alfabéticamente. Para cada una se indica el nombre binomial seguido del autor, abreviado según las convenciones y usos.
- Kalidium caspicum (L.) Ung.-Sternb.
- Kalidium cuspidatum (Ung.-Sternb.) Grubov
- Kalidium foliatum (Pall.) Moq. - garbancillo del cabo de Gata[3]
- Kalidium gracile Fenzl
- Kalidium schrenkianum Bunge ex Ung.-Sternb.
- Kalidium sinicum (A.J. Li) H.C. Fu & Z.Y. Chu